# ميدونو
ميدونو هي كومونا في مقاطعة بوردينوني في منطقة فريولي فينيتسيا جوليا الإيطالية، وتقع على بعد حوالي 100 كيلومتر(62 ميل) شمال غرب ترييستي وحوالي 30 كيلومتر ( 19 ميل) شمال شرق بوردينوني. اعتباراً من 31 ديسمبر 2004، كان عدد سكانها 1,737 ، ومساحتها 31.2 كيلو متر مربع (12.0 ميل). تحتوي بلدية ميدونو على فرازيوني (التقسيم الفرعي) نافارونس.

## نبذة
تقع ميدونو على حدود البلديات التالية: كافاسو نوفو، و فريسانكو، و سيكوالس، وترامونتي دي سوبرا، وترامونتي دي سوتو وترافيسيو. قضى النحات الإيطالي الأمريكي لويجي ديل بيانكو، النحات الرئيسي لجبل رشمور، شبابه في ميدونو.